# Stenotabanus paradoxus
Stenotabanus paradoxus är en tvåvingeart som först beskrevs av Lutz 1913.  Stenotabanus paradoxus ingår i släktet Stenotabanus och familjen bromsar. Inga underarter finns listade i Catalogue of Life.